# Lucien Gaudin
Lucien Gaudin (Arràs, França 1886 - París 1934) fou un tirador d'esgrima francès, guanyador de sis medalles olímpiques.

## Biografia
Va néixer el 27 de setembre de 1886 a la ciutat d'Arràs, població situada al departament de Pas de Calais, de la qual és la seva capital. Es suïcidà el 23 de setembre de 1934 a la ciutat de París després que la seva empresa fes fallida.

## Carrera esportiva
Durant el servei militar no va poder participar als Jocs Olímpics de Londres de 1908. El boicot francès a les proves d'esgrima durant els Jocs Olímpics d'Estocolm de 1912 el va privar una vegada més de participar als Jocs. Amb 33 anys va poder participar en els Jocs Olímpics d'Estiu de 1920 realitzats a Anvers (Bèlgica), on va guanyar la medalla de plata en la prova de floret per equips.
En els Jocs Olímpics d'Estiu de 1924 realitzats a París (França) guanyà la medalla d'or en la prova de floret per equips així com d'espasa per equips. En els Jocs Olímpics d'Estiu de 1928 realitzats a Amsterdam (Països Baixos) guanyà la medalla d'or en la prova de floret i espasa individual, així com la medalla de plata en la prova de floret per equips.
Al llarg de la seva carrera aconseguí nou vegades el títol francès de floret (1906-1914) i una medalla d'or al Campionat internacional d'esgrima de 1921.